# Джонатан Деми
Робърт Джонатан Деми (на английски: Robert Jonathan Demme) (22 февруари 1944 г. – 26 април 2017 г.) е американски режисьор, продуцент и сценарист. Най-известен е с режисурата на филма „Мълчанието на агнетата“ от 1991 г., за който печели наградата Оскар за най-добър режисьор. 

## Биография

### Личен живот
Женил се е два пъти и има три деца – Рамона, Бруклин и Джос.
През 80-те има кратка връзка с певицата Белинда Карлайл, която участва в режисирания от него филм „Двойна смяна“.

### Смърт
Деми умира на 26 април 2017 г. на 73 години в Манхатан от усложнения от рак на хранопровода и заболяване на сърцето.

## Избрана филмография
| година | филм                   | оригинално заглавие      | бележки |
| ------ | ---------------------- | ------------------------ | ------- |
| 1991   | Мълчанието на агнетата | The Silence of the Lambs |         |
| 1993   | Филаделфия             | Philadelphia             |         |
| 2008   | Рейчъл се омъжва       | Rachel Getting Married   |         |